# Mark Philippoussis
Mark Philippoussis (født 7. november 1976 i Williamstown, Australien) er en australsk tennisspiller, der blev professionel i 1994. Han har igennem sin karriere vundet 11 single- og 3 doubletitler, og hans højeste placering på ATP's verdensrangliste er en 8. plads, som han opnåede i april 1999.

## Grand Slam
Philippoussis er to gange nået frem til finaler ved Grand Slam-turneringer. Første gang var ved US Open i 1998, hvor han tabte til sin landsmand Patrick Rafter. Anden gang var ved Wimbledon i 2003, hvor han tabte til schweiziske Roger Federer, der dermed tog sin første sejr i turneringen. 